# Laguna Yema (sjö)
Laguna Yema är en sjö i Argentina.   Den ligger i provinsen Formosa, i den norra delen av landet, 1 200 km norr om huvudstaden Buenos Aires. Laguna Yema ligger 154 meter över havet. Arean är 21,1 kvadratkilometer. Den sträcker sig 7,5 kilometer i nord-sydlig riktning, och 5,9 kilometer i öst-västlig riktning.
I omgivningarna runt Laguna Yema växer i huvudsak lövfällande lövskog. Trakten runt Laguna Yema är nära nog obefolkad, med mindre än två invånare per kvadratkilometer.